# Punta Tonini
La Punta Tonini (3.324 m s.l.m., anche in francese Pointe Tonini) è una montagna del Gruppo Ciamarella-Mondrone nelle Alpi Graie. Si trova sul confine tra l'Italia (Piemonte) e la Francia (Savoia).

## Caratteristiche
La montagna è collocata alla testata del Vallone di Sea (laterale della Val Grande di Lanzo).
Porta il nome di Antonio Tonini, alpinista e geografo che ha salito molte vette delle Valli di Lanzo.
Si può salire sulla vetta partendo dal Bivacco Soardi - Fassero.